# Richard Miller
Pour les articles homonymes, voir Miller.
Richard M. Miller, né à Charleroi le 16 novembre 1954, est un homme politique belge, membre du Mouvement réformateur.

## Biographie

### Enfance et formation
Richard Miller est né à Charleroi, le 16 novembre 1954.
Il est licencié en Philosophie de l’Université libre de Bruxelles (1976).

### Carrière politique
Il entre en 1986 comme conseiller-adjoint au greffe du Conseil régional wallon.
En 1992, il est nommé directeur général adjoint.
En juin 1996, il abandonne ses fonctions au Parlement wallon pour redevenir chef de Cabinet de Louis Michel.
Il devient ministre francophone de la Culture en 1996.
Il devient en 1999, le représentant des Montois au Parlement wallon et au Parlement de la Communauté Wallonie-Bruxelles.
Il est désigné à la présidence du Parlement wallon le 12 juillet 1999. Il quitte ce poste le 4 avril 2000, et devient président du Parlement de la Communauté Wallonie-Bruxelles jusqu'au 17 octobre 2000.
En 2012, il se consacre à l'édition.
Il est dirige le centre d’Etudes Jean Gol.
Il est adhérent du MR.
C'est un ancien conseiller de Louis Michel.
Il s'est présenté aux communales d’octobre 2024 à Anderlecht.

## Prises de position

### Immigration
D'après lui : « Le problème social a été la question politique du XIXe, la question de la démocratie face au totalitarisme a été celle du XXe siècle, et l’immigration et les droits humains est la question du XXIe ».
Il déclare à propos des propos tenus par Bart De Wever sur l'immigration : « Je n’ai pas dit que c’était normal. Je resitue les propos d’un président de parti qui dit quelque-chose que je ne partage pas et que ma formation ne partage pas ».

## Ouvrages
- Richard Miller et Jacques De Decker, Existe-t-il une littérature européenne ?, Académie royale de Belgique, coll. « L'Académie en poche », 2017 (ISBN 978-2-8031-0610-3)
- Richard Miller, Liberté et libéralisme ?, coll. « L'Académie en poche », septembre 2012, 106 p. (ISBN 978-2-8031-0311-9 et 978-2-8031-0313-3)

## Distinctions et décorations
- Grand officier de l'ordre de Léopold (2019)[7].
- Grand officier de l'ordre de la Pléiade (2004).